# Calyceoidea boliviensis
Calyceoidea boliviensis es una especie de coleóptero de la familia Mordellidae.

## Distribución geográfica
Habita en Bolivia.